# 陳祚 (永樂九年進士)
陳祚（？—？），字永錫，南直隸吳縣（今屬蘇州市）人，明朝政治人物。

## 生平
永乐九年（1411年）辛卯科三甲第一名進士。選庶吉士，擢升河南布政使司參議。永樂十五年（1417年），與布政使周文褒、王文振聯名上疏，反對定都北京，結果三人均被謫爲均州太和山佃戶。陳祚卻躬耕力作，處之泰然。
宣德二年，朝廷派人到均州召試，陳祚策論第一，又試吏部，再得第一，於是擢爲御史，巡按福建、江西。
當時天下承平日久，宣宗好遊獵玩好，陳祚上疏諫言，宣宗大怒，將其逮至京師，籍沒家産，家人十餘口也被禁錮，父親死在獄中。
英宗即位後，獲釋復官，再出按湖廣，上奏遼王朱貴烚有罪，卻被指責有所隱瞞，又被逮至京師關押，不久獲得赦免，改南京任職，又遷任福建按察使司僉事。數年後，引疾致仕。家鄉房舍早已被籍沒，值得在葑門郊外租房居住，人稱其“冷鐵御史”。四年後卒，年七十五歲。葬橫山桃花塢。《明史》有傳。